# مرت کیلیچ
مرت کیلیچ (انگلیسی: Mert Kılıç؛ زادهٔ ۲۰ آوریل ۱۹۷۸) بازیگر و مدل اهل ترکیه است. وی از سال ۲۰۰۳ میلادی تاکنون مشغول فعالیت بوده‌است.